# Багатоповерхівки ТС 4-ої майстерні Київпроекту

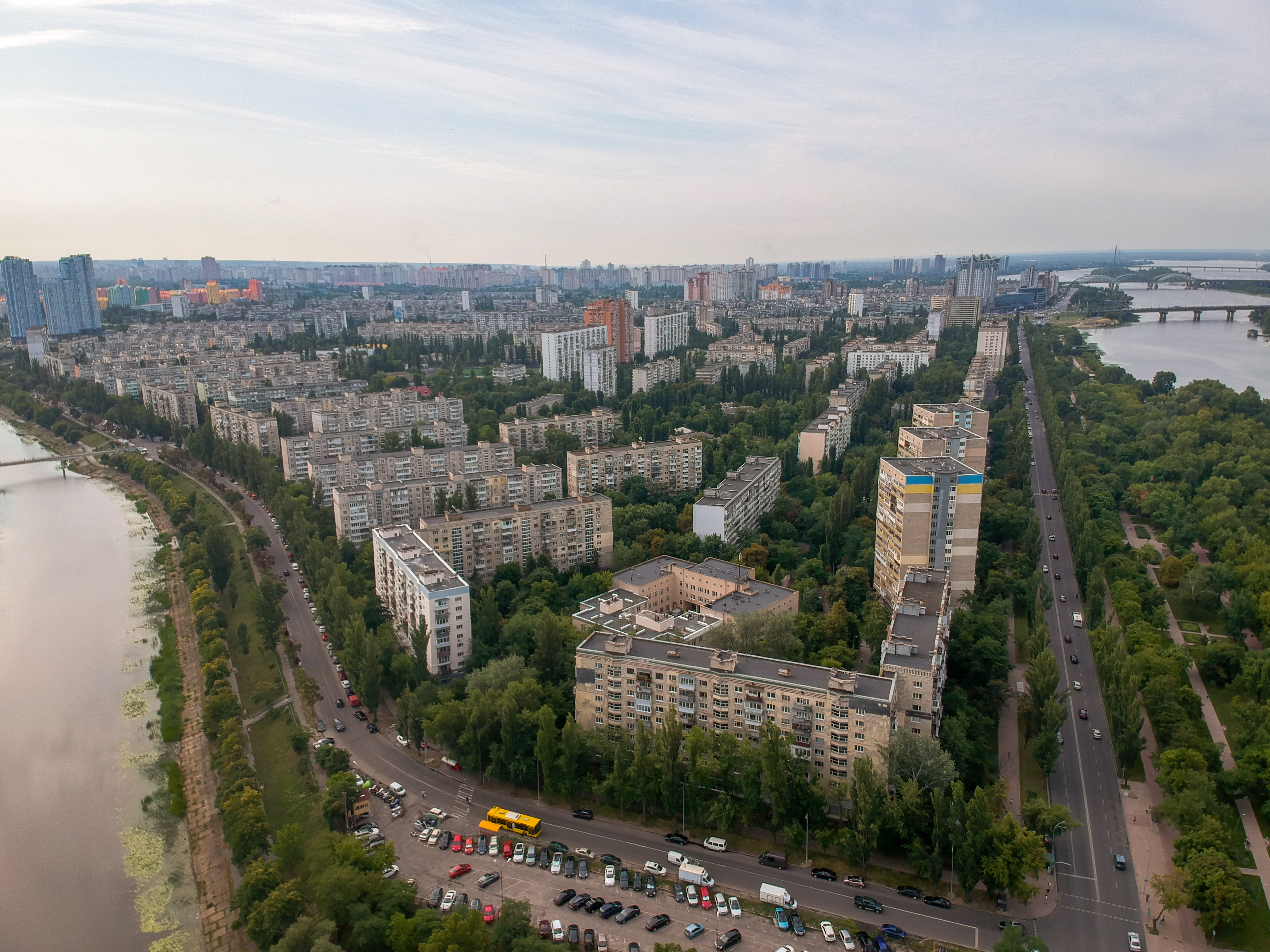
Найближчий будинок на фото - типова секція 4-ої майстерні Київпроекту

Багатоповерхівки з цегли з використанням типових секцій за проєктом 4-ої майстерні Київпроекту - типова серія будинків у Києві, що будовались з початку 1960-х до початку 1970-х років. Перші будинки цього типу почали будувати на Русанівці (у другому мікрорайоні) та на Голосіївському проспекті з 1961 року. Перші будинки мали 7 поверхів, згодом перейшли на 8-поверховий варіант (наприклад, на вулиці Ентузіастів 3/1). Будинки закладені після листопаду 1961 року будувались за 9-поверховим проєктом.    
Будинки серії мали варіанти як парадного виконання (з використанням першого поверху у ролі нежитлових приміщень для розміщення магазинів та закладів надання побутових послуг, установ тощо), так і звичайного виконання, з житловим першим поверхом. Характерними представниками парадних будинків є № 4 та № 12 по Русанівському бульвару. Аналогічні будинки зводилися під час забудови вулиці Митрополита Василя Липківського (тодішня Урицького) - 39, вулиці Кирилівській (тодішня Фрунзе) 111/2, Кловського узвозу - 24 тощо.  
Через розміщення будинків у ролі парадних, вуличний фасад зазвичай облицьовувавася плиткою. Рисою таких будинків став винос великих кутових вікон сходової клітки з ліфтом на фасадну частину. Входи в будинок виконані з дворової частини для забезпечення формування єдиного об'єму приміщення на фасаді першого поверху. 
Будинки з житловим першим поверхом мають звичайне виконання під'їзду (вхід і сходова клітина з одного боку). 
Однією з особливостей будинків серії є великі вікна на сходових клітинах, що займають всю стіну. 
В подальшому проєкт почали спрощувати шляхом прибирання декоративних елементів, зменшення розміру вікон в під'їздах (стали використовуватись такі ж вікна, як і в квартирах). Будинки таких типів зустрічаються у Києві на вулиці Солом'янській - 14 та 16, Берестейському проспекті (колишній проспект Перемоги) - 16 та 18. Максимальне спрощення зовнішнього оформлення чудово прослідковується на прикладі будинку 2а на Стратегічному шосе, який був збудований у 1968 році.
Масове будівництво будинків даної серії завершилось в 1968 році, а останній будинок даного проєкту було побудовано в 1973 році.

## Характеристика
Будинок цього проєкту складається з двох типових секцій, центральних та торцевих, найбільш поширена будівля на три під'їзди. На поверсі розміщується чотири квартири. Торцева секція має на поверсі однокімнатну кутову квартиру з балконом, дві двокімнатні та одну трикімнатну, центральні - по дві двох- та трикімнатні. Шахта ліфта (вантажність 400 кг) розміщена між сходами, вихід з ліфта - на міжповерхові майданчики. На поверхових майданчиках, в тилу шахти ліфта, розміщуються клапани сміттєпроводу (на кожному поверсі). 
У варіації з першим житловим поверхом виходи з ліфта розташовані на поверхових майданчиках, а на міжповерхових майданчиках розташовано клапани сміттєпроводу. 
Несучі стіни - зовнішні та одна центральна впродовж секції, міжкімнатні стіни зазвичай з гіпсоблоку, рідше - з цегли, що полегшує перепланування. Перекриття складаються з шатрових залізобетонних плит, висота стелі - 2,55 м. Зала у двох та трикімнатних квартирах - прохідна.  

План торцевої секції багатоповерхівки 4-ої майстерні Київпроекту

Планування, враховуючи появу проєкту під час масштабної забудови типовими серіями "хрущовок" 1-438, 1-447, 1-480 та 1-464, покращене. Зокрема, роздільний санвузол та більші площі кухні - до  7,3 м2 у трикімнатних. Загальна площа квартир: 32,9 м2, 42,1 або 42,7 м2 та 61,4 м2.
| Кількість кімнат | Загальна площа, м² | Житлова площа, м² | Площа кухні, м² |
| ---------------- | ------------------ | ----------------- | --------------- |
| 1                | 32,9               | 19,3              | 6,2             |
| 2                | 42,1-42,7          | 28,5-29,1         | 6,2             |
| 3                | 61,4               | 47,2              | 7,3             |

Доволі часто ці будинки класифікується як 1у-438 чи 1-480 - 9-поверхової модернізації, але відрізняються плануванням кімнат, роздільним санвузлом, а також одинарними балконами на торцях будинку. Через відносно малу потребу у подібних будівлях з першим нежитловим поверхом, проєкт 4-ої майстерні Київпроекту значного поширення не набув. На заміну варіаціям серії з 1967 року почалось будівництво цегляних будинків серії 114-87.